# Paul Kantner
Paul Lorin Kantner (San Francisco, 17 de marzo de 1941 - 28 de enero de 2016) fue un guitarrista, cantante y compositor estadounidense, conocido como cofundador de Jefferson Airplane, una de las principales bandas de rock psicodélico de la era de contracultura, y su continuación más comercial, Jefferson Starship.
A pesar de que la banda originalmente fue creada en 1965 por Marty Balin, Kantner finalmente se convirtió en el líder de Jefferson Airplane y dirigió el grupo a través de su exitoso periodo de finales de la década de 1960. En 1970, mientras todavía estaba activo con Jefferson Airplane, Kantner y varios músicos del Área de la Bahía grabaron un proyecto ocasional bajo el nombre Paul Kantner y el Jefferson Starship.
Jefferson Airplane continuó grabando y actuando hasta 1972. Cuándo la banda oficialmente se disolvió, Kantner revivió el nombre de Jefferson Starship y continuó grabando y actuando con aquella banda las siguientes cinco décadas. Kantner mantuvo la afiliación continua más larga de la banda; fue el único miembro fundador en la banda de la formación original de Jefferson Airplane, y fue incluido en el Salón de la Fama del Rock and Roll con otros miembros de la banda en 1996.

## Primeros años
Kantner nació el 17 de marzo de 1941 en San Francisco, California, de Cora Lee (Fortier) y Paul Schell Kantner. Tuvo un hermanastro y una hermanastra por el primer matrimonio de su padre; ambos eran mucho mayores que él. Su padre era de ascendencia alemana, y su madre era de ascendencia francesa y alemana. Su madre murió cuándo tenía ocho años, y Kantner recordó que no se le permitió asistir a su funeral. Su padre le envió al circo en su lugar. Tras la muerte de su madre, su padre, que era un viajante de comercio, envió al joven Kantner a un internado militar católico. A la edad de ocho o nueve años, en la biblioteca de la escuela, leyó su primer libro de ciencia ficción, encontrando una escapada en él y sumergiéndose en la ciencia ficción y la música desde entonces. En su adolescencia entró en revuelta total contra toda forma de autoridad, y decidió convertirse en cantante protesta de folk a la manera de su héroe musical, Pete Seeger. Asistió al Saint Mary's College High School, la Universidad de Santa Clara, y laUniversidad Estatal de San José, completando un total de tres años universitarios antes de abandonarlo para dedicarse a la escena musical.

## Décadas de 1960 y 1970
Durante el verano de 1965, el cantante Marty Balin vio actuar a Kantner en The Drinking Gourd, un club de folk de San Francisco, y le invitó a cofundar una banda nueva, Jefferson Airplane. Cuándo el grupo necesitó un guitarrista solista, Kantner recomendó a Jorma Kaukonen, a quien conocía de sus días en San José. Tanto guitarrista de ritmo como uno de los cantantes de la banda, Kantner fue el único músico que aparece en todos los álbumes que grabaron tanto Jefferson Airplane como Jefferson Starship. Sus canciones a menudo presentan letras políticas o caprichosas con acercamiento a la ciencia ficción o temas de fantasía, por lo general con música que tenía un sonido de rock duro, casi marcial. Escribió muchos de las canciones iniciales del Airplane, incluyendo los éxitos de ventas "The Ballad of You and Me and Pooneil", "Watch Her Ride", "Crown of Creation", y el polémico "We Can Be Together"; y, con Balin, coescribió "Today" y "Volunteers".
También escribió, con David Crosby y Stephen Stills, la canción "Wooden Ships", aunque por razones contractuales no fue acreditado inicialmente.
Con Jefferson Airplane, Kantner estuvo entre los intérpretes que participaron en el Monterey Pop Festival en 1967 y el Festival de Woodstock en 1969. Recordando Woodstock 40 años más tarde, Kantner declaró: «Teníamos que subir al escenario a las 10 de la noche del sábado pero de hecho nosotros no subimos hasta las 7.30 a.m. del día siguiente». Más tarde en 1969, el grupo también actuó en Altamont, donde Marty Balin fue golpeado y dejado inconsciente durante su actuación por un miembro de los Ángeles del infierno originalmente contratado para la seguridad en el concierto. Kantner aparece en la película documental sobre el concierto de Altamont, Gimme Shelter, en una tensa confrontación en el escenario con el miembro de los Ángeles del Infierno con respecto al altercado.
A pesar de su éxito comercial, la Jefferson Airplane estaba plagado por enfrentamientos internos, provocando que la banda se disgregara cuando empezaba a saborear el éxito. Gran parte del problema lo constituía el mánager Bill Graham, que quería que el grupo hiciera más giras y más grabaciones. Durante el período de transición de la década de 1970 , cuando el grupo comenzó a deshacerse , Kantner grabó Blows Against the Empire, un álbum conceptual que presenta un grupo ad hoc de músicos que bautizó como Jefferson Starship. Esta primera edición de Jefferson Starship incluye miembros provenientes de Crosby, Stills, Nash & Young (David Crosby y Graham Nash), miembros de Grateful Dead (Jerry Garcia, Bill Kreutzmann y Mickey Hart), así como algunos de los otros miembros de Jefferson Airplane (Grace Slick, Joey Covington y Jack Casady).
En Blows Against the Empire, Kantner y Slick cantan sobre el tema de un grupo de personas que huyen de la Tierra en una nave espacial (starship) secuestrada. El álbum estuvo nominado en 1971 para el Premio Hugo, siendo el primer álbum de rock nominado para este galardón y votado por los fanes de la Ciencia Ficción. Una secuela, The Empire Blows Back, se publicó en 1983 incluyendo a la mayoría de los mismos músicos, actuando también este tiempo bajo el nombre Planet Earth Rock and Roll Orchestra.
Kantner había estado enamorado de Grace Slick por algún tiempo, pero ella estaba involucrada en una relación con el baterista de la banda, Spencer Dryden. Después de que esta relación acabó dos años después, finalmente tuvo una oportunidad con Grace. En 1969, Kantner y Grace Slick empezaron a vivir juntos públicamente como pareja. La revista Rolling Stone les llamó «los John y Yoko psicodélicos». Slick quedó embarazada, y una canción sobre el nacimiento inminente de su bebé, «A child as coming», apareció en Blows Against the Empire. La hija de Kantner y Slick, China Wing Kantner, nació en 1971.
Kantner Y Slick publicaron dos álbumes posteriores. Sunfighter, un álbum de tintes ecologistas editado en 1971 para celebrar el nacimiento de China. China aparece en la cubierta de álbum, y la lista de canciones incluye «China», una canción escrita y cantada por Slick sobre su nuevo bebé. Kantner Y Slick fueron noticia otra vez en 1972, cuándo estuvieron acusados de atacar a un policía después de un concierto en Akron, Ohio. En 1973 publicaron Baron von Tollbooth & the Chrome Nun cuyo título señalaba los apodos que David Crosby le había dado a la pareja. A través de un amigo cantautor, por esa época Kantner descubrió al joven guitarrista Craig Chaquico, quen apareció primero en Sunfighter y luego toca en todas las encarnaciones del Starship hasta 1991. Slick dejó a Kantner en los 70 para casarse con Skip Johnson, un roadie de Jefferson Starship. A pesar de la ruptura, Slick se quedó en la banda hasta 1978.
Después de que Kaukonen y Casady dejaron la Jefferson Airplane en 1973 para dedicar su plena atención a Hot Tuna, los músicos de Barón von Tollbooth formaron el núcleo de un nuevo Jefferson Airplane que renació formalmente como "Jefferson Starship" para una gira en 1974. Kantner, Slick, y David Freiberg eran miembros fundadores junto con tardíos miembros de Airplane –el batería John Barbata y el violinista Papa John Creach– más Chaquico y Pete Sears, que tocaban bajo y teclados respectivamente. Marty Balin también se unió a Jefferson Starship mientras trabajaba en su primer álbum, Dragon fly, coescribiendo con Kantner el mayor éxito del álbum, «Caroline».

Después de la publicación en 1978 del álbum Earth –al cual Kantner contribuyó solo con una canción– Jefferson Starship sufrió importantes cambios de personal. Slick se tomó un permiso de ausencia, y Balin dejó el grupo para proseguir una carrera en solitario. No se intentó reemplazar a Slick, pero Balin fue sustituido por Mickey Thomas, que había alcanzado previamente el éxito como miembro del Elvin Bishop Group. Freedom at Point Zero, un álbum dominado por las composiciones de Kantner, fue lanzado al éxito comercial. Grace Slick regresó para el álbum subsiguiente, Modern Times, que también contó con temas de ciencia ficción de Kantner.

## Décadas de 1980 y 1990
En octubre de 1980, Kantner fue intemado a Cedars-Sinai Medical Center en grave estado por una hemorragia cerebral. Kantner había estado trabajando en Los Ángeles en un álbum cuando se enfermó. Tenía 39 años de edad en el momento y contaba con altas probabilidades de una recuperación total sin cirugía. Un año más tarde, Kantner habló sobre la experiencia, diciendo, «si había un Gran Tipo allí dispuesto a hablar conmigo, yo estaba dispuesto a escuchar. Pero nada pasó. Todo era como unas pequeñas vacaciones». Fue su segundo encuentro con una enfermedad grave o lesión, después de haber sufrido un grave accidente de motocicleta en la década de los 1960: «choqué con un árbol a 40 millas por hora de cabeza y casi destrozó mi cráneo. Llevé una placa desde entonces para un rato». Se atribuye a la lesión del accidente de moto haber salvado a Kantner de complicaciones graves de la hemorragia cerebral; el hueco dejado por el accidente alivió la presión craneal que le acompañó.
En 1984, Kantner (el último miembro fundador restante de Jefferson Aairplane) dejó Jefferson Starship, renegando de la banda porque había llegado a ser demasiado comercial y se había extraviado demasiado lejos de sus raíces de la contracultura. Kantner tomó su decisión para dejarles en medio de una gira. Al dejar la banda, Kantner tomó acciones legales en contra de sus excompañeros acerca del nombre de Jefferson (el resto de la banda quería continuar como Jefferson Starship). Kantner ganó su pleito, y el nombre del grupo fue reducido a sencillamente a "Starship." Bajo los términos del acuerdo, ningún grupo puede llamarse Jefferson Starship sin Paul Kantner como miembro, y ningún grupo puede llamarse Jefferson Airplane a menos que Grace Slick esté a bordo. La batalla legal tuvo también repercusiones personales, dañando permanentemente las amistades de Kantner con Mickey Thomas y Craig Chaquico.
En 1985, siguiendo su salida de Jefferson Starship, Paul Kantner se reunió con Balin y Jack Casady para formar el KBC Band, publicando su único álbum, KBC Band (el cual incluye el éxito de Kantner, "América"), en 1987 en Arista Records. Hubo un vídeo hecho para "América" así como una gira nacional de KBC. En 1986, Kantner se dirigió a los tribunales con Slick y su entonces marido, Skip Johnson, a causa de la grabación de algunas conversaciones telefónicas.
Con Kantner reunido con Balin y Casady, la banda KBC abrió la puerta a un reencuentro completo de la Jefferson Airplane en toda regla. En 1988, durante una actuación de Hot Tuna en San Francisco donde Kantner actuaba, se encontraron unidos por Grace Slick. Esto condujo a un reencuentro formal del Jefferson Airplane original (presentando casi todos los miembros principales, incluyendo fundador Marty Balin, pero sin Spencer Dryden, que les dejó en 1970). Un álbum titulado como el grupo fue publicado por Columbia Registros. La gira que le acompañó fue un éxito, pero su reactivación fue de corta duración, aunque la banda nunca se disolvió formalmente.
Según Grace Slick, el reencuentro empezó como chiste: «ni siquiera habíamos hablado durante un año, y estábamos batallando legalmente –de hecho, hay todavía algunos pleitos pendientes entre Paul y yo, algo que ver con el Airplane–. De todos modos la idea era que yo acababa de colarme, estoy a un lado del escenario y salgo a cantar «White Rabbit» y ver lo que hace Paul. Paul nunca entendió la broma, pero a él le gustó, al público le gustó, y así es como empezó».

## Década de 1990 al presente
Kantner y sus compañeros de banda del Jefferson Airplane fueron incluidos en el Salón de la Fama del Rock en 1996. La actuación en la ceremonia de ingreso fue la primera vez que los miembros originales Marty Balin, Jorma Kaukonen, Jack Casady, Spencer Dryden y Kantner habían tocado juntos desde 1970. Grace Slick tuvo que perder las ceremonias debido a una seria infección en la pierna, pero envió un mensaje qué fue entregado por Kantner, «Grace envía su amor».
En 1991 Kantner y Balin reformaron Jefferson Starship y Kantner continuó dando conciertos y grabando con la banda durante 2013. Jefferson Starship era principalmente una banda de Paul Kantner en solitario, con varios miembros anteriores de Airplane y Starship apareciendo para visitas o espectáculos concretos. Con su última vocalista femenina Cathy Richardson y el hijo de Kantner, Alexander Kantner en los bajos, Jefferson Starship publicó su primer álbum de estudio en una década, Jefferson's Tree of Liberty, lanzado en septiembre de 2008. El álbum era un regreso a las raíces musicales de Kantner con versiones de canciones protesta de las décadas de 1950 y 1960.
Tras 2010 Kantner empezó a compilar colecciones de sonic art tocado por él y varios artistas, incluyendo una mezcla de versiones de canciones, efectos de sonido, y palabras habladas, editando múltiples volúmenes bajo el título Paul Kantner Windowpane Colectivo.
El 25 de marzo de 2015, se informó que Kantner había sufrido un ataque al corazón: «La salud de Paul le jugó una mala pasada esta semana», dijeron los miembros de Jefferson Starship a través de un mensaje de FacebooK. «Está en el hospital, estable y sometiéndose a pruebas para determinar exactamente lo que le está pasando, pero los médicos sospechan que tuvo un ataque al corazón. Está con la mejor atención posible y le enviamos todos nuestros mejores deseos, buenos pensamientos y vibraciones curativas». La banda también declaró que están «continuando la gira sin él, ya que la mayoría de los espectáculos agotaron las entradas o cerca de ello y tenemos que honrar nuestros contratos y a nuestros fans que compraron entradas y hacer el mejor espectáculo posible» la banda dijo en su comunicado oficial, «Dedicaremos cada espectáculo a Paul hasta que este lo bastante bien como para reincorporase en el escenario». Kantner regresó al grupo más tarde en el año, a tiempo para celebrar el 50 aniversario de Jefferson Airplane con espectáculos especiales que también contaron con el tributo al grupo Grateful Dead, Jazz is Dead .

## Vida personal y muerte
Kantner Tuvo tres hijos; sus hijos Gareth (un productor de cine), y Alexander (un músico quién a veces toca con Jefferson Starship), y una hija, China (actriz, y una habitual Videojockey de MTV), esta última fruto de su relación con Grace Slick, compañera suya en el grupo Jefferson Airplane.
Anarquista político, Kantner una vez defendió el uso de fármacos psicodélicos como el LSD para la expansión de la mente y el crecimiento espiritual, y era un prominente defensor de la legalización de la marihuana. En una entrevista en 1986, Kantner compartió sus pensamientos sobre la cocaína y el alcohol, diciendo: «la cocaína, particularmente, es un desastre. Es una droga nociva que convierte a la gente en idiotas. Y el alcohol es probablemente la droga peor de todas. A medida que envejeces y logras más cosas en la vida en general, te das cuenta de que las drogas no ayudan, sobre todo si abusas de ellas». Cuándo Kantner padeció una hemorragia cerebral en 1980, su médico de cabecera en Cedars-Sinai, Stephen Leva, se apresuró a señalar que no era una cuestión relacionada con las drogas, diciendo: «hay cero relación entre la enfermedad de Paul y las drogas. No utiliza drogas».
Kantner murió en San Francisco el 28 de enero de 2016, a la edad de 74 años, debido a un fallo multiorgánico y shock séptico después de haber sufrido un ataque al corazón días antes. Murió el mismo día que la cofundadora de Jefferson Airplane, Signe Toly Anderson.

## Discografía

### Jefferson Airplane, Jefferson Starship, Starship, y Jefferson Starship-TNG

#### Jefferson Airplane
- Jefferson Airplane Take off (1966) – posición en USA: #128
- Surrealistic Pillow (1967) – posición en USA.: #3
- After Bathing at Baxter´s (1967) – posición en USA.: #17
- Crown of Creation (1968) – posición en USA: #6
- Bless its Pointed Little Head (1969) posición en USA.: #17 (en directo)
- Volunteers (1969) – posición en USA: #13
- The Worst of Jefferson Airplane (1970) – posición en USA: #12 (recopilación)
- Bark (1971) – posición en USA: #11
- Long John Silver (1972) @– posición en USA: #20
- Thirty Seconds Over Winterland (1973) posición en USA: #52 (Directo)
- Early Flight (1974) (recopilación)
- Flight Log, 1966–1976 (1977) (recopilación; también incluye pistas de Jefferson Starship y Hot Tuna así como pistas como solista)
- Time Machine (1984) (recopilación)
- 2400 Fulton Street (1987) (recopilación)
- Jefferson Airplane (1989)
- White Rabbit & Other Hits (1990) (recopilación)
- Jefferson Airplanes Loves You (1991) (caja de tres discos)
- Best of Jefferson Airplane (1993) (recopilación)
- Live at the Monterey Festival (1995) (Directo)
- Journey: The Best of Jefferson Airplane (1996) (recopilación)
- Live at the Fillmore East (1998) (vivo)
- The Roar off Jefferson Airplane (2001) (recopilación)
- Platinum & Gold Collection (2003) (recopilación)
- The Esencial Jefferson Airplane (2005) (recopilación)

#### Paul Kantner y Jefferson Starship
- Blows Against the Empire (1970) posición en USA: #20

#### Jefferson Starship
- Dragon Fly (1974) posición en USA: #11
- Red Octopus (1975) posición en USA: #1
- Spitfire (1976) posición en USA: #3
- Earth (1978) posición en USA: #5
- Gold (1979) posición en USA: #20 (recopilación)
- Freedom at Point Zero (1979) posición en USA: #10
- Modern Times (1981) posición en USA: #26
- Winds of Changes (1982) posición en USA: #26
- Nuclear Fornitures (1984) posición en USA: #28
- Jefferson Starship at Their Best (1993) (recopilación)
- Deep Space / Virgin Sky (1995) (Directo)
- Miracles (1995) (Directo)
- Windows of Heaven (1999)
- Greatest Hits: Live at the Fillmore (1999) (Directo)
- Extended Versions (2000) (Directo)
- Across the Sea of Suns (2001) (Directo)
- Jefferson Tree of Liberty (2008)

#### Álbumes de recopilación acreditados a "Jefferson Airplane/Jefferson Starship/Starship"
- Hits (1998)
- VH1 Behind the Music (2000)
- Love Songs (2000)

### Selección como solista, dúo y productos de trío

#### Paul Kantner/Grace Slick
- Sunfighter (1971) posición en USA: #89
- Barón von Tollbooth and the Chrome Nun (1973) posición en USA: #120 (Paul Kantner, Grace Slick, y David Freiberg)

#### Paul Kantner
- Planet Earth Rock and Roll Orchestra (1983; remasterizado y reeditado en 2005)
- Windowpane Colectivo Vol. 1 – Navidades marcianas (2010)
- Windowpane Colectivo Vol. 2 –Canciones de Amor Venusinas (2011)

#### La KBC Band
Incluye a Paul Kantner, Marty Balin, y Jack Casady
- KBC Band (1986) posición en USA: #75

## Películas y libros

### Filmografía
En 2004, un documental conteniendo 13 actuaciones de Jefferson Airplane y entrevistas a miembros de la banda fue publicada en forma de DVD.
- Fly Jefferson Airplane (2004)[53]

### Libros
- Nicaragua Diary. How I Spent My Summer Vacation, Or, I Was a Commie Dupe for the Sandinistas. by Paul Kantner, Little Dragon Press; 1st edition (1987)[54]